# Spoorlijn Aosta - Pré-Saint-Didier

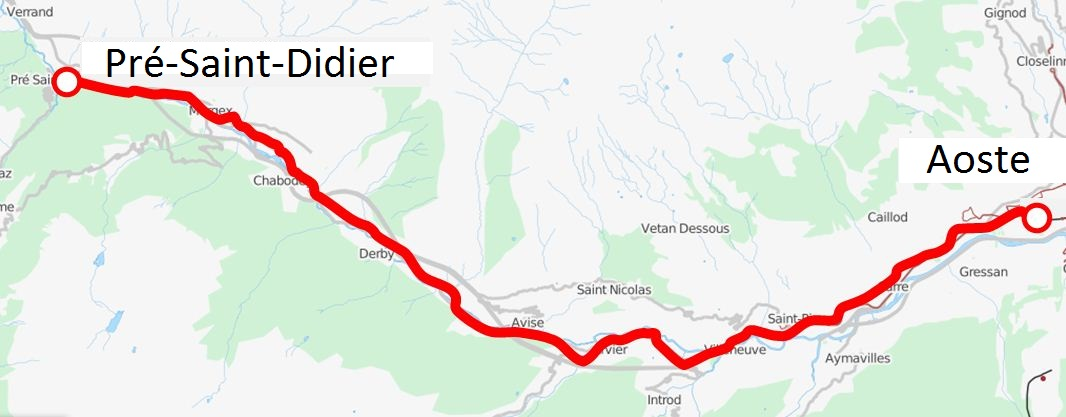

De spoorlijn Aosta - Pré-Saint-Didier is de in 1929 geopende spoorlijn in het Aostadal die van de stad Aosta naar Pré-Saint-Didier loopt.
Er waren ook plannen voor een spoortunnelproject onder de Kleine Sint-Bernhardpas tussen Pré-Saint-Didier en Bourg-Saint-Maurice, maar die werden nooit uitgevoerd.
Vanaf spoorlijn Chivasso-Ivrea-Aosta
- station Aosta-Aoste
- station Aosta-Istituto Aoste-Institut
- station Aosta-Viale Europa Aoste-Avenue d'Europe
- station Sarre
- station Saint-Pierre
- station Villeneuve
- station Arvier
- station Avise
- station Derby
- station La Salle
- station Morgex
- station Pré-Saint-Didier